# Versalles (Bolivia)
Versalles es una localidad de Bolivia, ubicada en la región de la Amazonía. Administrativamente se encuentra en el municipio de Magdalena de la provincia de Iténez en el departamento del Beni.
Está a una altitud de 148 m s.n.m. en la margen izquierda del río Iténez, que desemboca en el río Mamoré.

## Historia
La comunidad de Versalles, originariamente habitada por indígenas tuparís, se transformó a partir del siglo XIX con la explotación de la goma para la industria automotriz. La inmigración se intensificó tras la Guerra del Acre (1900-1904) entre Bolivia y Brasil. Llegaron inmigrantes de Italia, Grecia y Francia, y el nombre de Versalles fue dado por un francés, Américo Caizara.
La economía de Versalles pasó por varios ciclos extractivos: la goma hasta 1912, la recolección de poalla entre 1960 y 1980, la comercialización de pescado y cueros de fauna silvestre, la extracción maderera y la recolección de castañas. En 1942, la comunidad se constituyó en cantón.
Actualmente, Versalles forma parte del Territorio Indígena Itomana y desde 2006 colabora con una empresa privada en un proyecto de ecoturismo basado en la pesca deportiva.

## Geografía
El clima en la zona de Versalles se caracteriza por una curva de temperatura equilibrada típica de los trópicos con pequeñas fluctuaciones y una temperatura media anual de casi 27 °C. La precipitación anual es de más de 1400 mm, con una importante estación húmeda de noviembre a marzo y una estación seca de junio a agosto. A 4 km al suroeste de Versalles se encuentra la laguna El Triunfo.

## Demografía
El número de habitantes en la localidad ha disminuido significativamente en las últimas dos décadas:
| Año  | Habitantes | Fuente |
| ---- | ---------- | ------ |
| 1992 | 214        | Censo  |
| 2001 | 162        | Censo  |
| 2012 | 142        | Censo  |

La mayoría de la población pertenece al pueblo indígena itonama.

## Transporte
Versalles se encuentra al noreste, a 300 kilómetros en línea recta de Trinidad, capital del departamento, directamente en la frontera con Brasil, separada por el río Iténez.
A Versalles no se puede llegar por tierra, debido a que no hay conexiones por carretera con las localidades más cercanas de Magdalena y Baures, que se encuentran entre 75 y 100 km más al suroeste. A Versalles se puede llegar por agua a través del río Iténez o por aire, ya que la localidad tiene una pista de aterrizaje de aproximadamente 800 metros de largo directamente a orillas del Iténez.